# Body zvratu klimatického systému

Možné body zvratu klimatického systému.

V klimatologii je jako bod zvratu (bod zlomu) označována kritická hranice, jejíž překročení vede k velkým a často nevratným změnám v klimatickém systému. Pokud jsou body zvratu překročeny, může to mít závažné dopady na lidskou společnost. Zlomové chování se vyskytuje napříč klimatickým systémem, v ekosystémech, ledových příkrovech a v cirkulaci oceánu a atmosféry.
Body zvratu jsou často, ale ne nutně, náhlé. Například při průměrném globálním oteplení někde mezi 0,8 °C a 3 °C projde Grónský ledovec bodem zvratu a bude odsouzen k zániku, ale jeho tání bude probíhat po tisíciletí. Překročení bodů zvratu je v některých případech pravděpodobné již při současném oteplení o 1 °C proti předindustriální době a je vysoce pravděpodobné při globálním oteplením o 2 °C. Geologické záznamy ukazují mnoho náhlých změn, které naznačují, že body zvratu mohly být překročeny již v dávných dobách. Je možné, že některé body zvratu jsou blízko překročení nebo již byly překročeny, jako například body zvratu západoantarktického a grónského ledovce, amazonského deštného pralesa a korálových útesů v tropických mořích. Nebezpečí spočívá v tom, že pokud dojde k překročení bodu zvratu v jednom systému, může to způsobit kaskádu dalších bodů zvratu, což povede k závažným, potenciálně katastrofickým dopadům.

## Definice

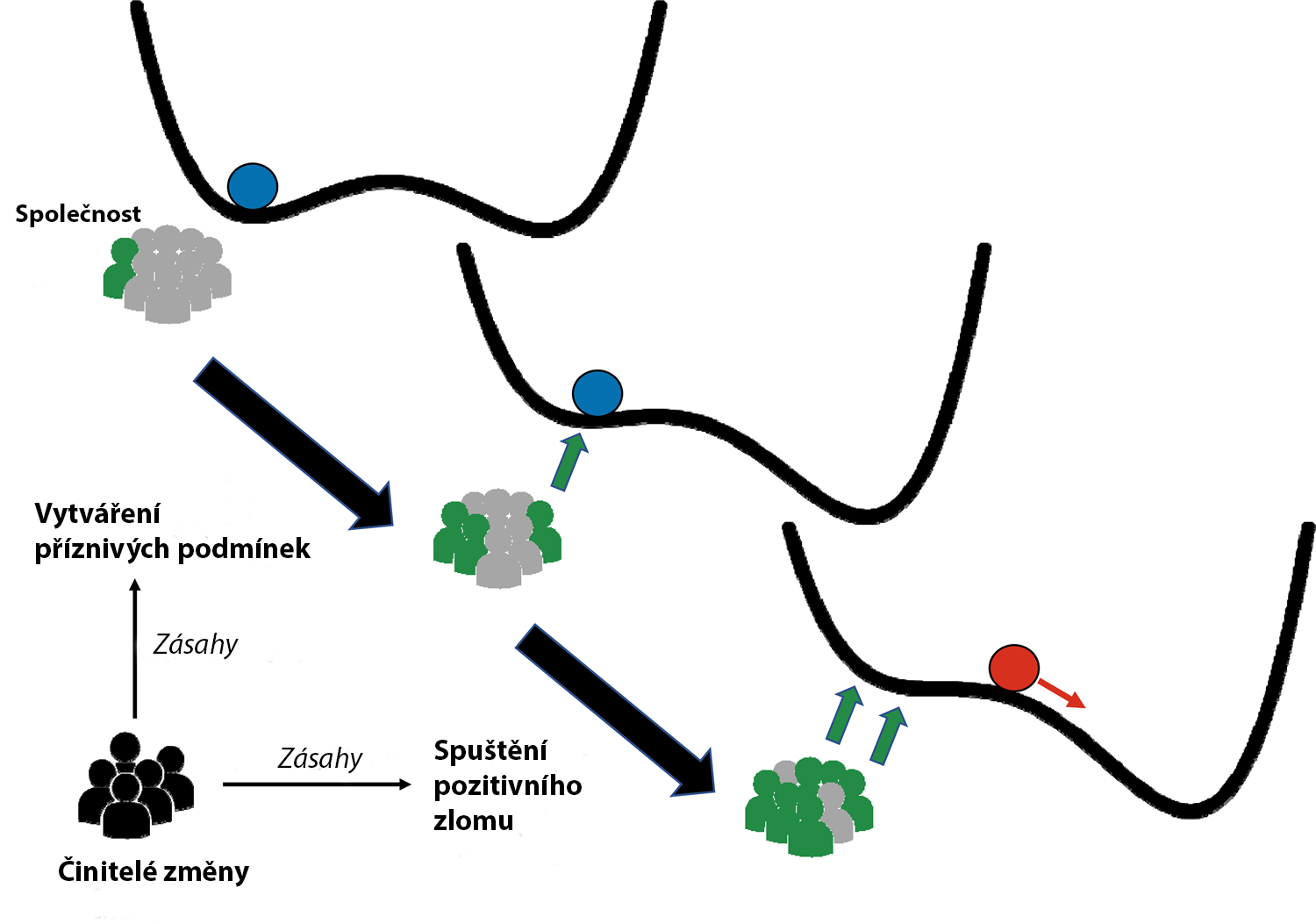
Pozitivní bod zlomu ve společnosti

Šestá hodnotící zpráva IPCC, vydaná v roce 2021, definuje bod zvratu jako „kritickou hranici, za níž se systém reorganizuje, často náhle a/nebo nevratně“. Může k němu dojít v důsledku malé poruchy, která v systému způsobí nepřiměřeně velkou změnu. Může být také spojena se samoposilujícími se zpětnými vazbami, které mohou vést ke změnám v klimatickém systému nevratným v lidském časovém měřítku. Pro jakoukoli konkrétní složku klimatu může přechod z jednoho stavu do nového stabilního stavu trvat mnoho desetiletí nebo staletí.
Zvláštní zpráva IPCC z roku 2019 o oceánech a kryosféře v měnícím se klimatu definuje bod zvratu jako: „Úroveň změny vlastností systému, po jejímž překročení se systém reorganizuje, často nelineárním způsobem, a nevrátí se do původního stavu, ani když se zmírní příčiny změny. V případě klimatického systému se tento termín vztahuje na kritickou hranici, při níž se globální nebo regionální klima mění z jednoho stabilního stavu na jiný stabilní stav.“
V ekosystémech a sociálních systémech může bod zvratu vyvolat změnu režimu, tedy zásadní reorganizaci systémů do nového stabilního stavu. Takové změny režimu nemusí být škodlivé. V souvislosti s klimatickou krizí se metafora bodu zvratu někdy používá v pozitivním smyslu, například jako odkaz na posun veřejného mínění ve prospěch opatření ke zmírnění změny klimatu nebo na možnost, že drobné politické změny rychle urychlí přechod k zelené ekonomice.

## Geologické záznamy
Geologické záznamy ukazují, že v klimatickém systému docházelo k náhlým změnám, které naznačují dávné body zvratu. Například Dansgaard-Oeschgerovy události během poslední doby ledové byly obdobími náhlého oteplení (během několika desítek let) v Grónsku a Evropě, které mohly zahrnovat náhlé změny hlavních oceánských proudů. Během odlednění na počátku holocénu nebyl vzestup mořské hladiny plynulý, ale prudce stoupal během pulzů tání. Monzun v severní Africe zaznamenal náhlé změny na dekádní časové škále během afrického vlhkého období. Toto období, které trvalo od roku 15 000 do roku 5 000 před naším letopočtem, také náhle skončilo suchem.

## Jednotlivé body zlomu klimatického systému

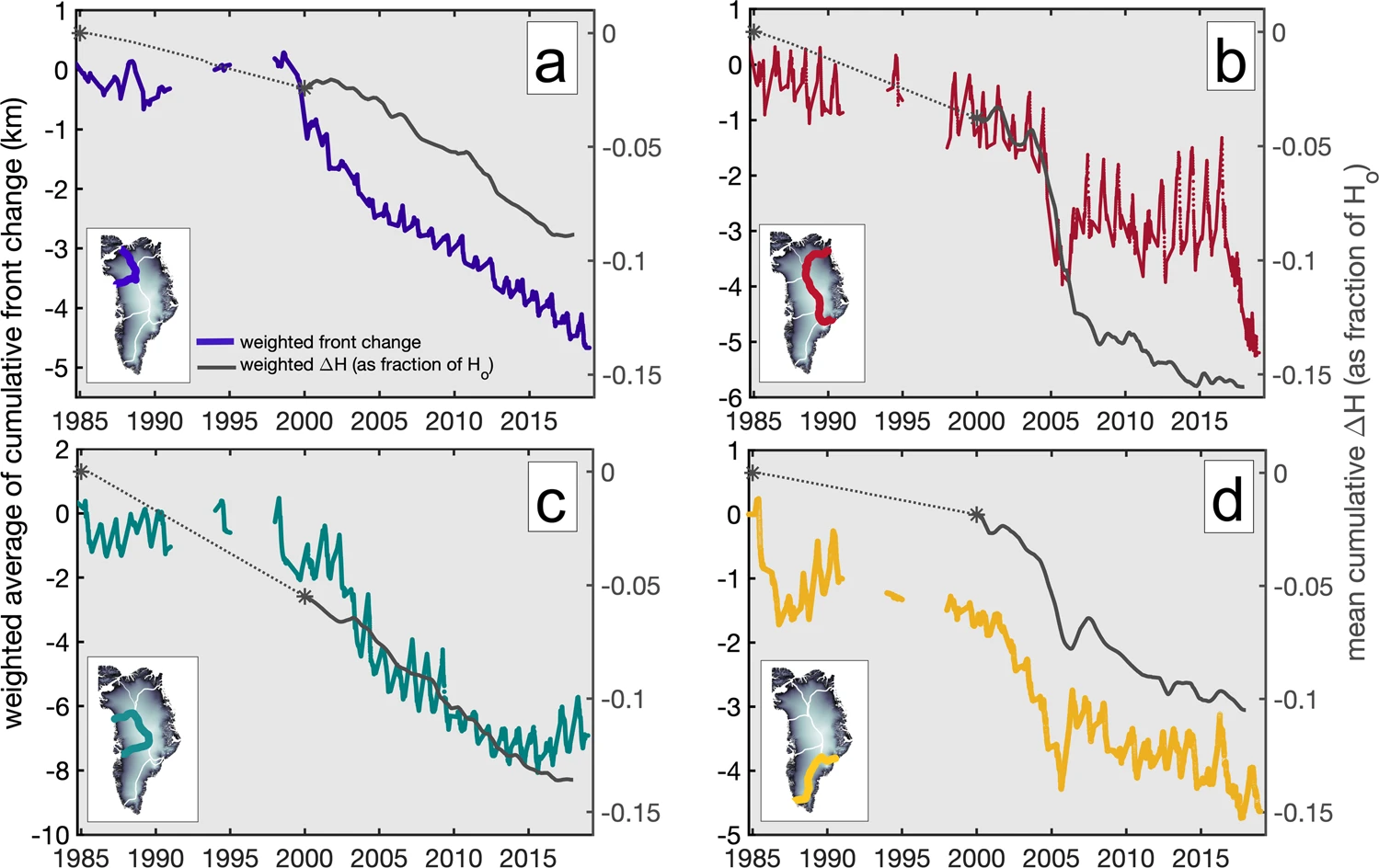
Tyto grafy ukazují přechod do dynamického stavu trvalého úbytku hmoty po rozsáhlém ústupu zalednění Grónska v letech 2000–2005.

Vědci identifikovali v klimatickém systému mnoho prvků, které mohou mít kritické body. Na počátku roku 2000 začal IPCC zvažovat možnost vzniku kritických bodů, původně označovaných jako „velkoplošné diskontinuity“. V té době IPCC dospěl k závěru, že by byly pravděpodobné pouze v případě globálního oteplení o 4 °C nebo více oproti předindustriální době a jiné dřívější hodnocení stanovilo většinu prahových hodnot bodu zvratu na 3–5 °C nad průměrným oteplením z let 1980–1999. Od té doby odhady prahových hodnot globálního oteplení obecně klesly, přičemž některé z nich se považují za možné již v rozmezí Pařížské dohody (1,5–2 °C), Od roku 2021 se vědci považují za pravděpodobné, že zlomové body budou dosaženy při dnešní úrovni oteplení těsně nad 1 °C, s velkou pravděpodobností budou dosaženy při oteplení nad 2 °C. Některé zlomové body mohou být blízko překročení nebo již byly překročeny, jako například body týkající se ledových příkrovů v západní Antarktidě a Grónsku, tropických korálových útesů a tropického deštného pralesa.
K září 2022 bylo identifikováno devět „globálních jádrových“ zlomových prvků a sedm „regionálních“ bodů zlomu, z nichž jeden regionální a tři globální klimatické prvky podle odhadů pravděpodobně překročí bod zlomu, pokud globální oteplení dosáhne 1,5 °C, a to zhroucení grónského ledového příkrovu, zhroucení ledového příkrovu v západní Antarktidě, odumření tropických korálových útesů a náhlé tání boreálního permafrostu. Pokud se oteplování bude i nadále blížit k 2 °C, jsou pravděpodobné další dva body zvratu: náhlý úbytek ledu v Barentsově moři a zhroucení subpolárního proudu v Labradorském moři.
| Navrhovaný klimatický zlomový prvek (bod zvratu)   | Hranice ( °C) | Hranice ( °C) | Hranice ( °C) | Časové měřítko (roky) | Časové měřítko (roky) | Časové měřítko (roky) | Maximální vliv ( °C)         | Maximální vliv ( °C) | Maximální vliv ( °C) |
| Navrhovaný klimatický zlomový prvek (bod zvratu)   | Odhad         | Minimum       | Maximum       | Odhad                 | Minimum               | Maximum               | Globální                     | Regionální           |                      |
| -------------------------------------------------- | ------------- | ------------- | ------------- | --------------------- | --------------------- | --------------------- | ---------------------------- | -------------------- | -------------------- |
| Grónský ledový příkrov (kolaps)                    | 1,5           | 0,8           | 3,0           | 10k                   | 1k                    | 15k                   | 0,13                         | 0,5 až 3,0           |                      |
| Ledový příkrov západní Antarktidy (kolaps)         | 1,5           | 1,0           | 3,0           | 2k                    | 500                   | 13k                   | 0,05                         | 1,0                  |                      |
| Labradorsko-irmingerská moře/konvekce SPG (kolaps) | 1,8           | 1,1           | 3,8           | 10                    | 5                     | 50                    | −0,5                         | −3,0                 |                      |
| Východoantarktické subglaciální pánve (kolaps)     | 3,0           | 2,0           | 6,0           | 2k                    | 500                   | 10k                   | 0,05                         | ?                    |                      |
| Tropické deštné pralesy (úhyn)                     | 3,5           | 2,0           | 6,0           | 100                   | 50                    | 200                   | 0,1 (částečný) 0,2 (totální) | 0,4 až 2,0           |                      |
| Boreální permafrost (kolaps)                       | 4,0           | 3,0           | 6,0           | 50                    | 10                    | 300                   | 0,2–0,4                      | ~                    |                      |
| Atlantická meridionální cirkulace (kolaps)         | 4,0           | 1,4           | 8,0           | 50                    | 15                    | 300                   | −0,5                         | −4 až −10            |                      |
| Arktický zimní mořský led (kolaps)                 | 6,3           | 4,5           | 8,7           | 20                    | 10                    | 100                   | 0,6                          | 0,6 to 1,2           |                      |
| Východoantarktický ledový příkrov (kolaps)         | 7,5           | 5,0           | 10,0          | ?                     | 10k                   | ?                     | 0,6                          | 2,0                  |                      |

1. ↑  Stejný odhad je v dokumentu uveden i z hlediska ekvivalentních emisí: částečné odumření by odpovídalo emisím 30 miliard tun uhlíku, zatímco celkové odumření by odpovídalo 75 miliardám tun uhlíku.
2. ↑  Stejný odhad uvádí dokument i z hlediska emisí: 125 až 250 miliard tun uhlíku a 175 až 350 miliard tun uhlíkového ekvivalentu.

| Navrhovaný klimatický zlomový prvek (bod zvratu) | Hranice ( °C) | Hranice ( °C) | Hranice ( °C) | Časové měřítko (roky) | Časové měřítko (roky) | Časové měřítko (roky) | Maximální vliv ( °C)                             | Maximální vliv ( °C) | Maximální vliv ( °C) |
| Navrhovaný klimatický zlomový prvek (bod zvratu) | Odhad         | Minimum       | Maximum       | Odhad                 | Minimum               | Maximum               | Globální                                         | Regionální           |                      |
| ------------------------------------------------ | ------------- | ------------- | ------------- | --------------------- | --------------------- | --------------------- | ------------------------------------------------ | -------------------- | -------------------- |
| Tropické korálové útesy (úhyn)                   | 1,5           | 1,0           | 2,0           | 10                    | ~                     | ~                     | ~                                                | ~                    |                      |
| Boreální permafrost (náhlé tání)                 | 1,5           | 1,0           | 2,3           | 200                   | 100                   | 300                   | 0,04 na °C do roku 2100; 0,11 na °C do roku 2300 | ~                    |                      |
| Zalednění Barentsova moře (náhlá ztráta)         | 1,6           | 1,5           | 1,7           | 25                    | ?                     | ?                     | ~                                                | +                    |                      |
| Horské ledovce (ztráta)                          | 2,0           | 1,5           | 3,0           | 200                   | 50                    | 1k                    | 0,08                                             | +                    |                      |
| Monzun v Sahelu a Západní Africe (zelenání)      | 2,8           | 2,0           | 3,5           | 50                    | 10                    | 500                   | ~                                                | +                    |                      |
| Boreální lesy (úhyn na jihu)                     | 4,0           | 1,4           | 5,0           | 100                   | 50                    | ?                     | net −0,18                                        | −0,5 to −2           |                      |
| Boreální lesy (nárůst na severu)                 | 4.0           | 1.5           | 7.2           | 100                   | 40                    | ?                     | net +0,14                                        | 0,5–1,0              |                      |

1. ↑  Dokument upřesňuje, že to představuje 50% nárůst postupného tání permafrostu: uvádí také stejný odhad emisí na každý stupeň oteplení: 10 miliard tun uhlíku a 14 miliard tun uhlíkového ekvivalentu do roku 2100 a 25/35 miliard tun uhlíku/uhlíkového ekvivalentu do roku 2300.
2. ↑  Ztráta těchto lesů by se rovnala emisím 52 miliard tun uhlíku, což by však bylo více než kompenzováno zvýšením albedo efektu oblasti a odrazem většího množství slunečního světla.
3. ↑  Dodatečný lesní porost by zde pohltil asi 6 miliard tun uhlíku, ale protože na tuto oblast dopadá hodně slunečního světla, je to ve srovnání se sníženým albedem velmi málo, protože tato vegetace pohlcuje více tepla než sněhem pokrytá půda, do které se přesouvá.

### Grónský ledovcový příkrov
Grónský ledovec je druhým největším ledovým příkrovem na světě a je třikrát větší než americký stát Texas. Voda, kterou zadržuje, by v případě úplného roztátí, zvýšila hladinu světového oceánu o 7,2 metru. V důsledku globálního oteplování ledový příkrov taje stále rychleji a každoročně zvyšuje hladinu světových moří o téměř 1 mm. Přibližně polovina úbytku ledu vzniká táním na povrchu a zbytek na úpatí ledového příkrovu, kde se dotýká moře, a to odlamováním ledovců z jeho okrajů.
Grónský ledovec je kvůli zpětné vazbě tání a zvyšování výšky mořské hladin označován za bod zvratu. Povrchové tání snižuje výšku ledového příkrovu a vzduch v nižší nadmořské výšce je teplejší. Ledový příkrov je pak vystaven vyšším teplotám, což urychluje jeho tání. Analýza subglaciálních sedimentů ve spodních vrstvách 1,4 km vysokého jádra grónského ledovce z roku 2021 zjistila, že grónský ledový příkrov během posledního milionu let roztál nejméně jednou, a proto je pravděpodobné, že jeho bod zvratu je pod nárůstem teploty o 2,5 °C proti předindustriálnímu období. Zvláštní zpráva IPCC ke globálnímu oteplení o 1,5 °C uvádí, že k bodu zvratu Grónského ledovce by mohlo dojít mezi 1,5 °C – 2 °C. Existují určité důkazy, že grónský ledovec ztrácí stabilitu a blíží se bodu zvratu.

### Západoantarktický ledovcový příkrov

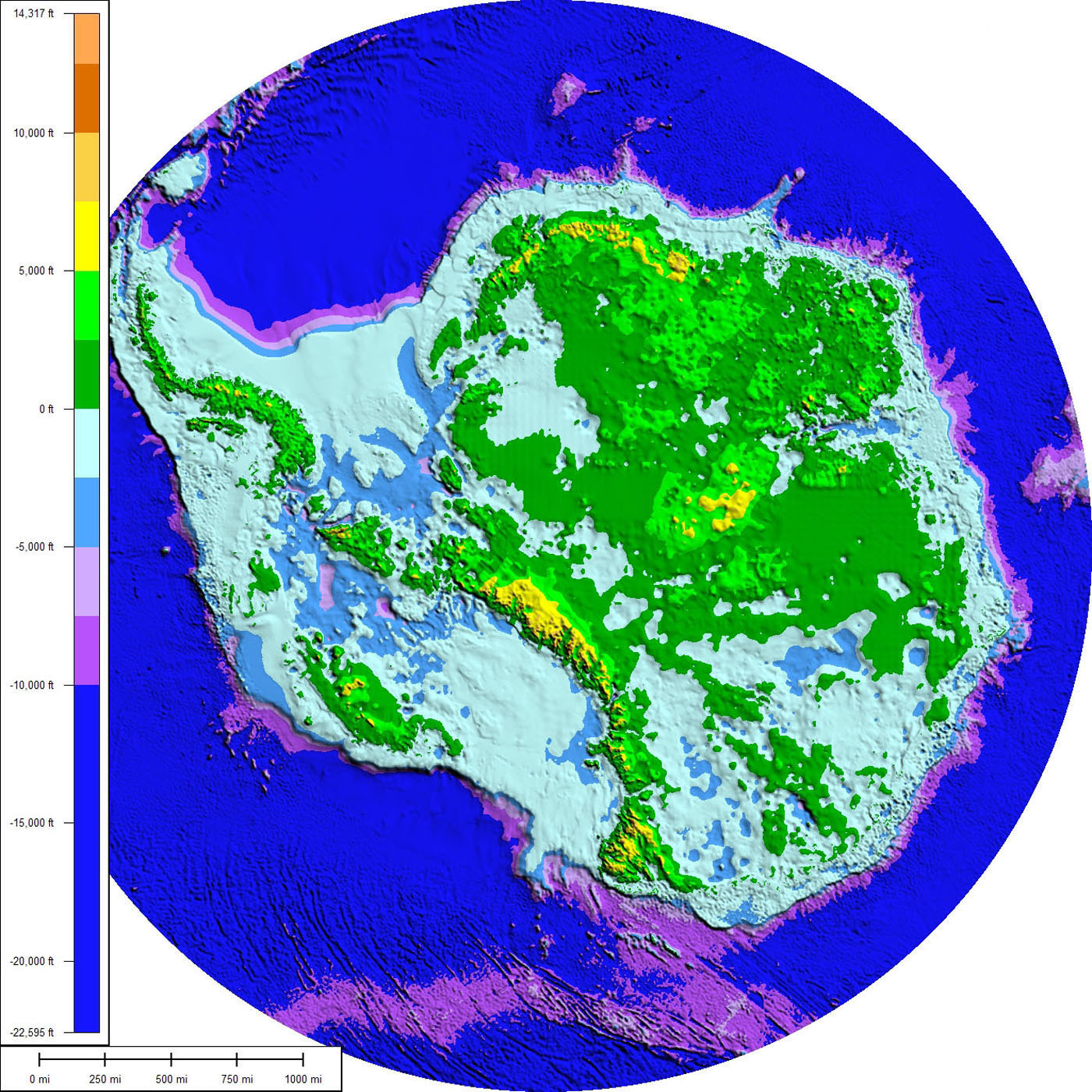
Topografická a batymetrická mapa Antarktidy bez ledovcových příkrovů, za předpokladu konstantní hladiny moře a bez postglaciálního odrazu.

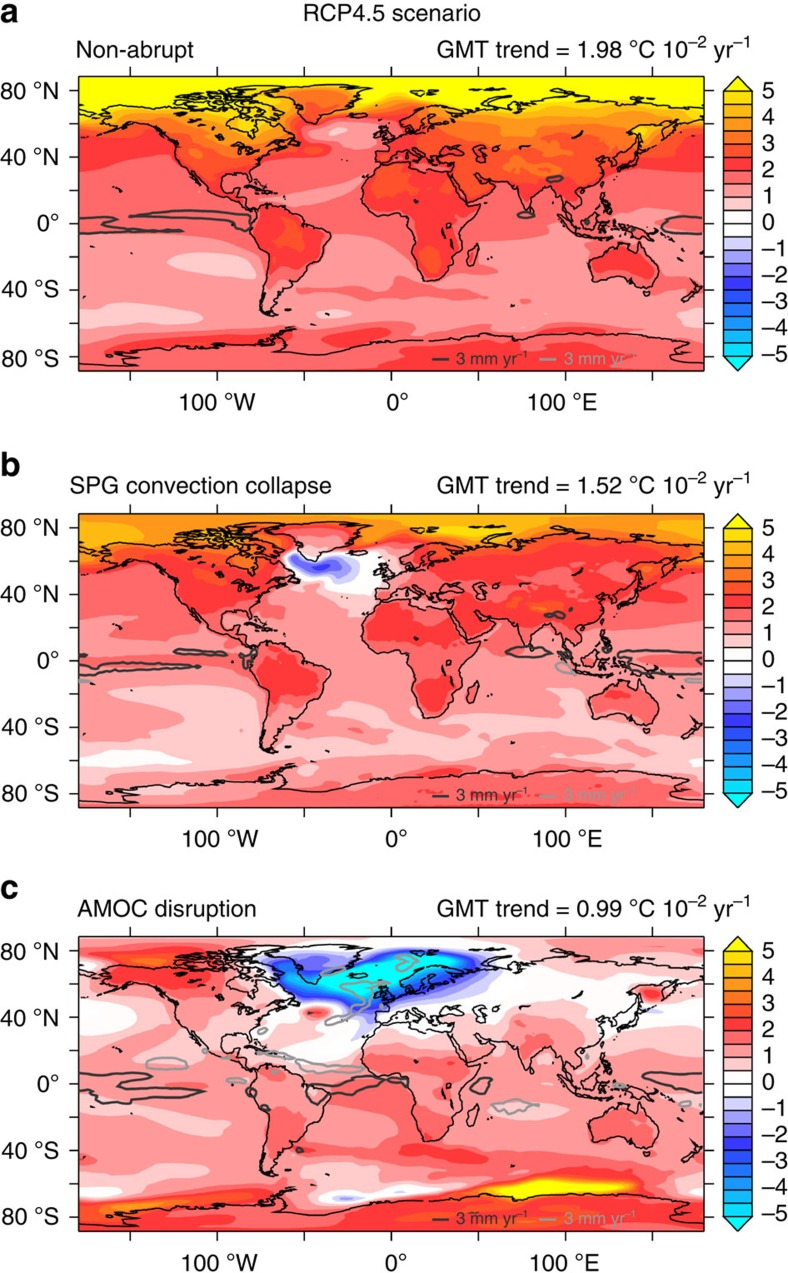
Modelované oteplení v 21. století podle „středního“ scénáře změny klimatu (nahoře). Potenciální kolaps subpolárního koloběhu v tomto scénáři (uprostřed). Kolaps celého AMOC (dole).

Západoantarktický ledový příkrov je rozsáhlý ledový příkrov v Antarktidě, místy o tloušťce více než 4 km. Leží na skalním podloží převážně pod úrovní mořské hladiny, kde se v důsledku tíhy ledového příkrovu za miliony let vytvořila hluboká podledovcová pánev, která je tak v kontaktu s teplem z oceánu, což ji činí náchylnou k rychlému a nevratnému úbytku ledu. Bod zlomu by mohl nastat, jakmile se za okrajem subglaciální pánve stáhnou uzemňovací linie příkrovu (bod, kdy led již nesedí na skále a stává se plovoucími ledovými šelfy), což povede k samovolnému ústupu do hlubší pánve – proces známý jako „nestabilita mořského ledového příkrovu“. V případě úplného roztátí by západoantarktický ledovec přispěl ke zvýšení mořské hladiny v průběhu tisíců let o přibližně 3,3 metru.
Úbytek ledu ze západoantarktického ledového příkrovu se zrychluje a odhaduje se, že některé výstupní ledovce se blíží bodu samovolného ústupu nebo jej možná již dokonce překročily. Paleologické záznamy naznačují, že během posledních několika set tisíc let západoantarktický ledový příkrov z velké části zmizel v reakci na podobné úrovně oteplování a scénáře emisí CO2, které se předpokládají pro několik příštích století. Podle Zvláštní zprávy IPCC ke globálnímu oteplení o 1,5 °C může tento bod zvratu nastat někde mezi 1,5 °C až 2 °C.
Stejně jako u ostatních ledových příkrovů i zde existuje protichůdná negativní zpětná vazba – větší oteplování také zesiluje účinky klimatických změn na koloběh vody, které mají za následek zvýšený úhrn srážek nad ledovým příkrovem v podobě sněhu v zimním období, který se usazuje na povrchu a toto zvýšení povrchové hmotnostní bilance působí proti určitému podílu úbytku ledu. V páté hodnotící zprávě IPCC se předpokládalo, že tento efekt by mohl potenciálně převážit nad zvýšeným úbytkem ledu při vyšších úrovních oteplení a vést k malému čistému přírůstku ledu, ale v šesté hodnotící zprávě IPCC se se zdokonaleným modelováním prokázalo, že rozpad ledovců se bude důsledně zrychlovat.

### Severní subpolární koloběh
Některé klimatické modely naznačují, že hluboká konvekce v Labradorském a Irmingerově moři by se mohla při určitých scénářích globálního oteplování zhroutit, což by následně vedlo ke zhroucení celé cirkulace v severním subpolárním koloběhu. Považuje se za nepravděpodobné, že by se obnovil, i kdyby se teplota vrátila na nižší úroveň, což z ní činí příklad klimatického bodu zvratu. To by vedlo k rychlému ochlazení, které by mělo důsledky pro hospodářská odvětví, zemědělský průmysl, vodní zdroje a hospodaření s energií v západní Evropě a na východním pobřeží Spojených států. Frajka-Williams a kol. 2017 poukázali na to, že nedávné změny v ochlazení subpolárního koloběhu, vysoké teploty v subtropech a chladné anomálie nad tropy zvýšily prostorové rozložení meridionálního gradientu povrchové teploty moře, které není zachyceno tzv. AMO indexem.
Studie z roku 2021 zjistila, že k tomuto kolapsu dochází pouze ve čtyřech modelech CMIP6 z 35 analyzovaných. Pouze 11 modelů z 35 však dokáže simulovat severoatlantické proudění s vysokou mírou přesnosti, a to včetně všech čtyř modelů, které simulují kolaps subpolárního koloběhu. V důsledku toho studie odhadla riziko náhlého ochlazení nad Evropou způsobeného kolapsem proudu na 36,4 %, což je méně než 45,5% šance odhadovaná předchozí generací modelů. V roce 2022 vyšel článek, který naznačuje, že předchozí narušení subpolárního koloběhu souviselo s malou dobou ledovou.

### Rozpad východoantarktického ledového příkrovu

Od roku 2022 bylo 20 % amazonského deštného pralesa „přeměněno“ (odlesněno) a dalších 6 % bylo „vysoce degradováno“, což vedlo organizaci Amazon Watch k varování, že Amazonie se nachází uprostřed krize bodu zvratu.

Východoantarktický ledový příkrov je největší a nejsilnější ledový příkrov na Zemi, jehož maximální tloušťka je 4 800 metrů. Úplný rozpad by zvýšil hladinu světového oceánu o 53,3 metru, ale k tomu by mohlo dojít až při globálním oteplení o 10 °C, zatímco ke spuštění ztráty dvou třetin jeho objemu může být zapotřebí oteplení o nejméně 6 °C. Jeho tání by také probíhalo v delším časovém horizontu než ztráta jakéhokoli jiného ledu na planetě, trvalo by nejméně 10 000 let. Subglaciální pánevní části východoantarktického ledového příkrovu však mohou být náchylné k odlamování i při nižších úrovních oteplení. Obzvláště znepokojivá je Wilkesova pánev, v níž se nachází dostatek ledu na to, aby se hladina moře zvedla přibližně o 3–4 metry.

### Odumírání amazonských deštných pralesů

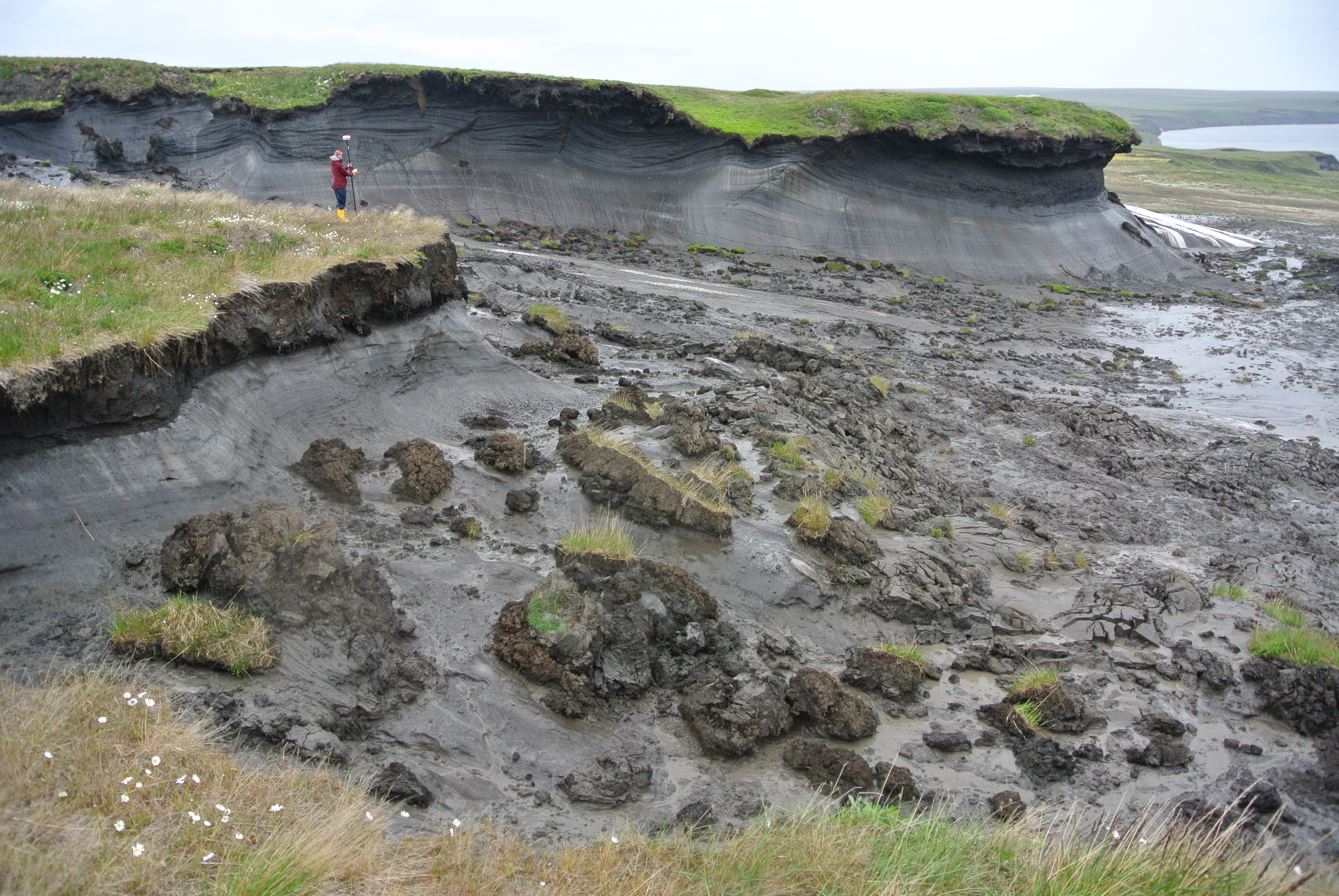
Propad půdy způsobený náhlým táním permafrostu na ostrově Herschel, Kanada, 2013

Amazonský deštný prales je největším tropickým deštným pralesem na světě. Je dvakrát větší než Indie a rozkládá se v devíti zemích Jižní Ameriky. Vyrábí přibližně polovinu vlastních srážek tím, že recykluje vlhkost prostřednictvím vypařování a transpirace při pohybu vzduchu napříč pralesem. Pokud lesy zaniknou v důsledku klimatických změn (sucha a požáry) nebo odlesňování, bude méně pršet a více stromů odumře. Nakonec může dojít k odumření velkých částí deštného pralesa a jeho přeměně na suchou savanovou krajinu. V roce 2022 studie uvedla, že deštný prales ztrácí odolnost od počátku roku 2000. Odolnost se měří podle doby zotavení z krátkodobých poruch. Tento opožděný návrat deštného pralesa k rovnováze se označuje jako kritické zpomalení. Pozorovaná ztráta odolnosti posiluje teorii, že se deštný prales blíží kritickému zlomu.

### Permafrost

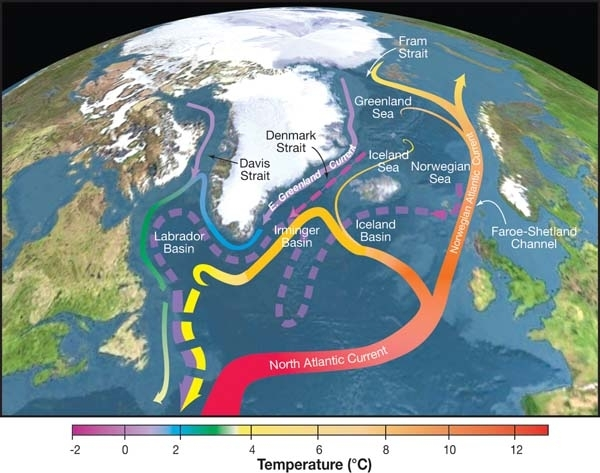
Severní část AMOC

Trvale zmrzlá půda neboli permafrost pokrývá velké části pevniny – především na Sibiři, Aljašce, v severní Kanadě a na Tibetské náhorní plošině – a může být až kilometr silná. Podmořský permafrost o tloušťce až 100 metrů se vyskytuje také na mořském dně pod částí Severního ledového oceánu. V této zmrzlé půdě je uloženo obrovské množství uhlíku z rostlin a živočichů, kteří během tisíců let odumřeli a rozložili se. Vědci se domnívají, že ve věčně zmrzlé půdě je téměř dvakrát více uhlíku, než je obsaženo v zemské atmosféře. Jak se klima otepluje a věčně zmrzlá půda začíná tát, do atmosféry se uvolňuje oxid uhličitý a methan. Při vyšších teplotách se aktivují mikrobi a rozkládají biologický materiál v permafrostu. K tomu může dojít rychle nebo v delším časovém období a ztráta bude nevratná. Vzhledem k tomu, že CO2 i methan jsou skleníkové plyny, působí jako pozitivní zpětná vazba na tání permafrostu.

### Atlantická meridionální cirkulace (AMOC)
Atlantická meridionální cirkulace (Atlantic meridional overturning circulation, AMOC), známá také jako systém Golfského proudu, je rozsáhlý systém oceánských proudů. Je poháněna rozdíly v hustotě vody; chladnější a slanější voda je těžší než teplejší sladká voda. AMOC funguje jako obří „dopravní pás“, který posílá teplou povrchovou vodu z tropů na sever a studenou sladkou vodu zpět na jih. Při proudění teplé vody na sever se část vody vypařuje, což zvyšuje její slanost. Při kontaktu s chladnějším vzduchem se také ochlazuje. Studená slaná voda je hustší a pomalu se začíná potápět. Několik kilometrů pod povrchem se studená a hustá voda začíná přesouvat na jih. Zvýšené množství srážek a tání ledu v důsledku globálního oteplování slanou povrchovou vodu ředí a oteplování dále snižuje její hustotu. Lehčí voda má menší schopnost klesat, což zpomaluje cirkulaci.
Teorie, zjednodušené modely a rekonstrukce náhlých změn v minulosti naznačují, že AMOC může být klimatickým bodem zvratu. Pokud přísun sladké vody z tání ledovců na severu dosáhne určitého prahu, může se zhroutit do stavu sníženého proudění. Ani po zastavení tání se AMOC nemusí vrátit do současného stavu. Je nepravděpodobné, že by se AMOC překlopil v 21. století, ale může se tak stát před rokem 2300, pokud budou emise skleníkových plynů velmi vysoké. Očekává se oslabení o 24 % až 39 % v závislosti na emisích skleníkových plynů, a to i v případě, že nedojde ke zlomovému chování. Pokud se AMOC skutečně zastaví, může vzniknout nový stabilní stav, který bude trvat tisíce let, což může vyvolat další zlomové body.
V roce 2021 odhadla studie, která použila „primitivní“ model oceánu s konečnou diferencí, že kolaps AMOC by mohl být vyvolán dostatečně rychlým nárůstem tání ledu, i když nikdy nedosáhne běžných prahových hodnot pro stav zvratu získaných z pomalejších změn. Naznačila tak, že kolaps AMOC je pravděpodobnější, než se obvykle odhaduje v komplexních a velkoškálových klimatických modelech. Jiná studie z roku 2021 zjistila v souboru indexů AMOC signály včasného varování, které naznačují, že AMOC se může blížit k překlopení. Byla však v rozporu s jinou studií publikovanou ve stejném časopise v následujícím roce, která zjistila, že AMOC je „převážně stabilní“ a změna klimatu ji zatím neovlivnila nad rámec její vlastní přirozené proměnlivosti. Další dvě studie publikované v roce 2022 rovněž naznačily, že modelovací přístupy běžně používané k hodnocení AMOC zřejmě nadhodnocují riziko jejího kolapsu.

### Zámraz Severního ledového oceánu

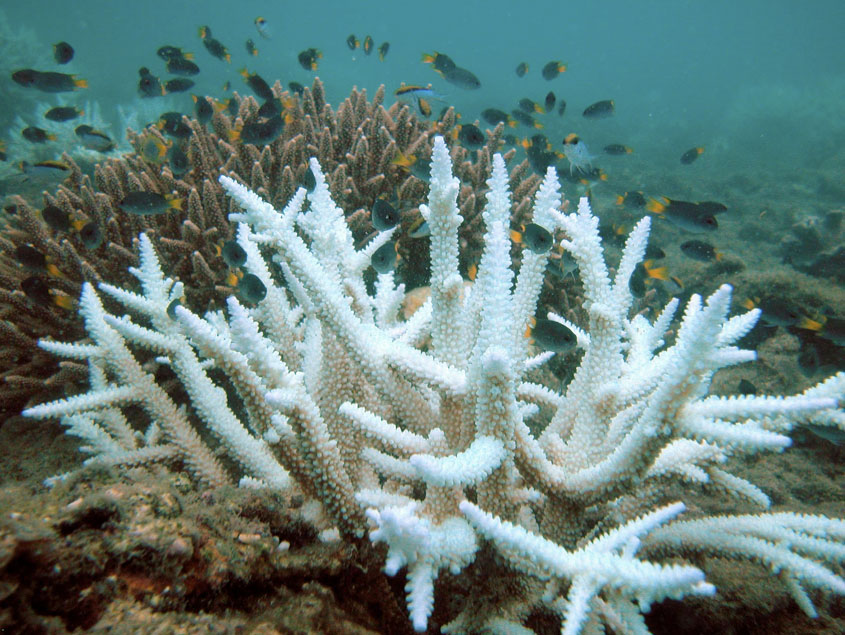
Vybělený korál s normálním korálem v pozadí

Arktický mořský led byl kdysi označen za potenciální bod zvratu. Ztráta mořského ledu odrážejícího sluneční světlo v létě by odkryla (tmavý) oceán, který by se oteplil. Arktický mořský ledový příkrov pravděpodobně zcela roztaje i při relativně nízké úrovni oteplování a předpokládalo se, že by to nakonec mohlo přenést do oceánu tolik tepla, že by to zabránilo obnově mořského ledu, i kdyby se globální oteplování zvrátilo. Modelování nyní ukazuje, že tento přenos tepla během arktického léta nepřekoná ochlazování a tvorbu nového ledu během arktické zimy. Úbytek arktického ledu v létě tak není zlomovým bodem, dokud arktická zima zůstává dostatečně chladná, aby umožnila tvorbu nového arktického mořského ledu. Pokud však vyšší míra oteplování zabrání tvorbě nového arktického ledu i v zimě, pak se tato změna může stát nevratnou. V důsledku toho je arktický zimní mořský led zahrnut jako potenciální bod zvratu do hodnocení z roku 2022.
Stejné hodnocení navíc tvrdí, že zatímco zbytek ledu v Severním ledovém oceánu se může během zimy zotavit z úplného úbytku v letním období, ledová pokrývka v Barentsově moři se během zimy nemusí obnovit ani při oteplení o 2 °C. Důvodem je skutečnost, že Barentsovo moře je již nyní nejrychleji se oteplující částí Arktidy: v letech 2021–2022 bylo zjištěno, že zatímco oteplování uvnitř polárního kruhu bylo od roku 1979 již téměř čtyřikrát rychlejší než globální průměr, Barentsovo moře se oteplovalo až sedmkrát rychleji než globální průměr. Tento bod zlomu je důležitý kvůli desetileté historii výzkumu souvislostí mezi stavem ledu Barentsova a Karského moře a vývojem počasí v jiných částech Eurasie.

### Korálové útesy
Na korálových útesech je závislých přibližně 500 milionů lidí na celém světě, protože jim poskytují potravu, příjem, jsou zdrojem turistického ruchu a chrání pobřeží. Od 80. let 20. století je tento stav ohrožen nárůstem teploty mořské hladiny, který vyvolává masové bělení korálů, zejména v subtropických oblastech. K vyvolání bělení stačí trvalý nárůst teploty oceánu o 1 °C nad průměrnou hodnotu. Koráli při tepelném stresu vypuzují drobné barevné řasy, které žijí v jejich tkáních, což způsobuje jejich bělení. Tyto řasy, známé jako zooxantely, mají s korály takový symbiotický vztah, že bez nich korály pomalu odumírají. Po vymizení těchto zooxantel jsou korály náchylné k přechodu na ekosystém s převahou mořských řas, což velmi ztěžuje přechod zpět na ekosystém s převahou korálů. IPCC odhaduje, že v době, kdy se teplota zvýší na 1,5 °C oproti předindustriální době, se předpokládá, že objem živých korálových útesů se zmenší o dalších 70–90 %; a pokud se svět oteplí o 2 °C, stanou se extrémně vzácnými.

### Horské ledovce

Předpokládaný úbytek horských ledovců v průběhu 21. století pro různé hodnoty globálního oteplování.

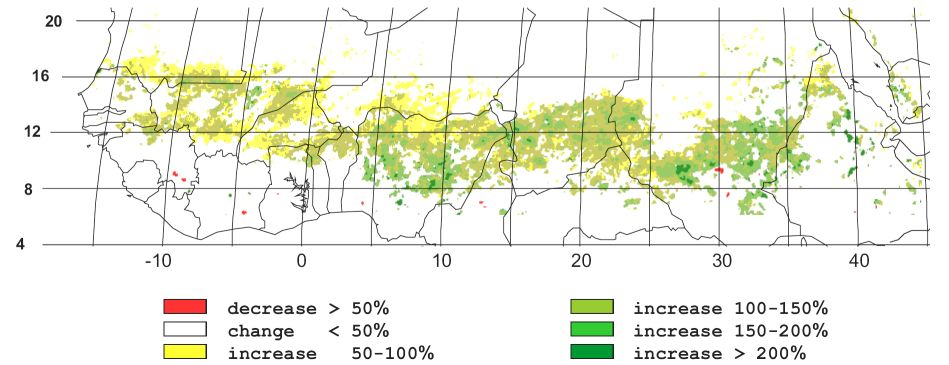
Zelenání Sahelu v letech 1982 až 1999

Horské ledovce jsou po grónském a antarktickém ledovém příkrovu největší zásobárnou ledu vázaného na pevninu a v důsledku změny klimatu také tají. Bod zvratu nastává, když se ledovec dostane do nerovnovážného stavu s klimatem a roztaje, pokud se teploty nesníží. Příkladem mohou být ledovce Severního kaskádového pohoří, kde ještě v roce 2005 bylo 67 % pozorovaných ledovců v nerovnovážném stavu a nepřežijí pokračování současného klimatu, nebo francouzské Alpy, kde se očekává, že ledovce The Argentière a Mer de Glace zcela zmizí do konce 21. století, pokud budou současné klimatické trendy pokračovat. Celkově se v roce 2023 odhadovalo, že při globálním oteplení o 1,5 °C do roku 2100 zanikne 49 % světových ledovců a při oteplení o 4 °C 83 % ledovců. To by znamenalo ztrátu jedné čtvrtiny, respektive téměř poloviny horských ledovců, protože toto století by přežily pouze ty největší a nejodolnější ledovce. Tento úbytek ledu by také přispěl k růstu mořské hladiny o ~9 cm, resp. ~15 cm, zatímco současná pravděpodobná trajektorie 2,7 °C (4,9 °F) by vedla k příspěvku k nárůstu ve výši ~11 cm do roku 2100.
Absolutně největší množství ledovcového ledu se nachází v himálajské oblasti Hindúkuš, která je v důsledku toho hovorově označována jako „třetí pól Země“. Předpokládá se, že třetina tohoto ledu bude do roku 2100 ztracena i v případě, že se oteplení omezí na 1,5 °C, zatímco „střední“ a „závažný“ scénář změny klimatu (RCP 4,5 a 8,5) pravděpodobně povede ke ztrátě 50 % a >67 % ledovců v tomto regionu ve stejném časovém horizontu. Předpokládá se, že tání ledovců bude zrychlovat regionální říční toky, dokud množství tající vody nedosáhne vrcholu kolem roku 2060, a poté přejde do nevratného poklesu. Vzhledem k tomu, že regionální srážky se budou i nadále zvyšovat, i když příspěvek tající vody z ledovců bude klesat, očekává se, že roční průtoky řek se sníží pouze v západních povodích, kde je příspěvek monzunů nízký: zavlažování a výroba vodní energie by se však přesto musely přizpůsobit větší meziroční proměnlivosti a nižším předmonzunovým průtokům na všech řekách regionu.

### Zelenání Sahelu

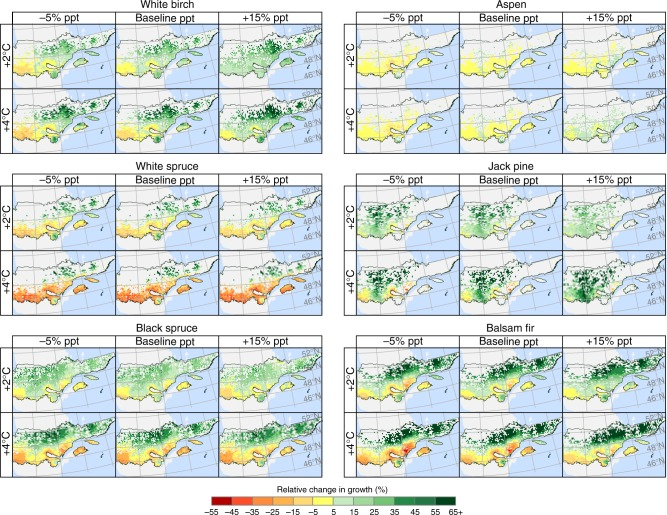
Reakce šesti druhů stromů běžných v lesích Quebecu na oteplení o 2 °C a 4 °C při různých úrovních srážek.

Některé simulace globálního oteplování a zvýšené koncentrace oxidu uhličitého ukázaly výrazné zvýšení srážek v Sahelu/Sahaře, což by spolu se zvýšeným růstem rostlin přímo vyvolaným oxidem uhličitým mohlo vést k rozšíření vegetace do dnešní pouště, i když by bylo méně rozsáhlé než v polovině holocénu a možná by bylo doprovázeno posunem pouště na sever, tj. na sever. tj. vysušení nejsevernější Afriky. Takový nárůst srážek může také snížit množství prachu pocházejícího ze severní Afriky, což by mělo vliv na hurikánovou aktivitu v Atlantiku a zvýšilo by hrozbu úderů hurikánů v Karibiku, Mexickém zálivu a na východním pobřeží Spojených států amerických.
Zvláštní zpráva o globálním oteplování o 1,5 °C a Pátá hodnotící zpráva IPCC uvádějí, že globální oteplování pravděpodobně povede ke zvýšení srážek na většině území východní Afriky, v některých částech střední Afriky a v hlavním vlhkém období západní Afriky, ačkoli s těmito prognózami je spojena značná nejistota, zejména pro západní Afriku. Kromě toho může být trend vysychání na konci 20. století způsoben globálním oteplováním. Na druhou stranu se západní Afrika a části východní Afriky mohou stát v daných ročních obdobích a měsících suššími. V současné době se Sahel zazelená, ale srážky se ještě plně nevrátily na úroveň dosaženou v polovině 20. století.
Klimatické modely přinesly nejednoznačné výsledky ohledně vlivu antropogenního globálního oteplování na srážky na Sahaře/Sahelu. Změna klimatu způsobená člověkem se projevuje jinými mechanismy než přirozená změna klimatu, která vedla k AHP, zejména zvýšením mezihvězdných teplotních gradientů. přímý vliv tepla na rostliny může být škodlivý. Možné je také nelineární zvýšení vegetačního pokryvu, přičemž několik klimatických modelů ukazuje náhlé zvýšení při zvýšení globální teploty o 2–4 °C. Jedna studie z roku 2003 ukázala, že k zásahům vegetace na Sahaře může dojít během několika desetiletí po silném zvýšení atmosférického oxidu uhličitého, ale nepokryje více než asi 45 % Sahary. Tato klimatická studie také naznačila, že k rozšíření vegetace může dojít pouze v případě, že ji nebrzdí pastva nebo jiné poruchy růstu vegetace, na druhou stranu zvýšené zavlažování a další opatření na zvýšení růstu vegetace, jako je Velká zelená zeď, by ji mohly posílit. Studie z roku 2022 naznačila, že zatímco zvýšené koncentrace skleníkových plynů samy o sobě nestačí k zahájení AHP, pokud se ignorují zpětné vazby skleníkových plynů a vegetace, snižují práh pro orbitální změny, které mohou vyvolat ozelenění Sahary.

### Změna biomu boreálního lesa

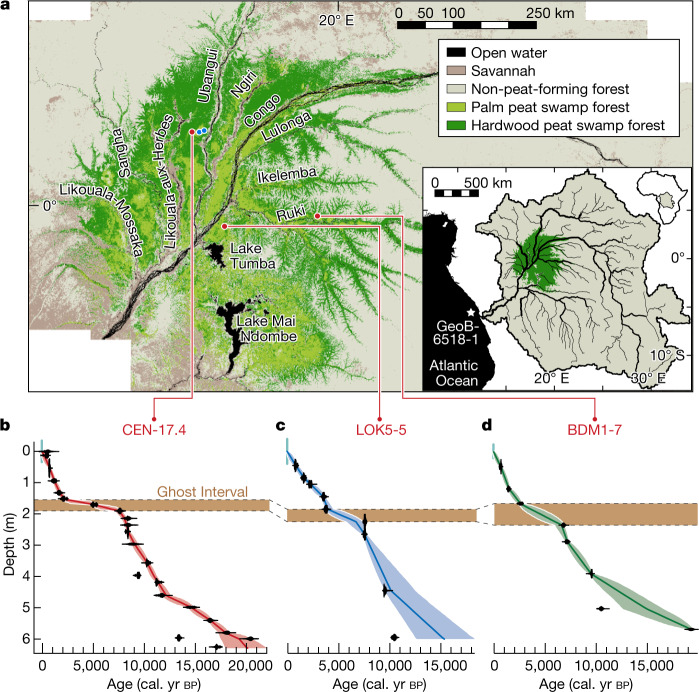
Mapa polohy Cuvette Centrale v Konžské pánvi. Tři grafy znázorňují vývoj obsahu uhlíku v rašeliništích za posledních 20 000 let podle rekonstrukce ze tří rašelinných jader.

V poslední čtvrtině dvacátého století došlo v oblasti zeměpisné šířky, kterou zaujímá tajga, k jednomu z největších nárůstů teploty na Zemi. Zimní teploty se zvýšily více než letní. V létě se denní nízké teploty zvýšily více než denní vysoké teploty. Byla vyslovena hypotéza, že boreální prostředí má pouze několik dlouhodobě stabilních stavů – bezlesou tundru/step, les s >75% pokryvností stromů a otevřený les s ~20% až ~45% pokryvností stromů. Pokračující klimatické změny by tedy mohly přinejmenším některé v současnosti existující lesy tajgy vytlačit do jednoho ze dvou lesních stavů nebo dokonce do bezlesé stepi – ale mohly by také posunout oblasti tundry do lesních nebo lesních stavů, protože se oteplí a stanou se vhodnějšími pro růst stromů.
Tyto trendy byly poprvé zjištěny v kanadských boreálních lesích na počátku roku 2010, a bylo také prokázáno, že letní oteplování zvyšuje vodní stres a snižuje růst stromů v suchých oblastech jižních boreálních lesů na střední Aljašce a v částech dálnovýchodního Ruska.] Na Sibiři se tajga v reakci na oteplování klimatu mění z převážně jehličnatých modřínů na stálezelené jehličnany. Následný výzkum v Kanadě zjistil, že i v lesích, kde se trendy vývoje biomasy nezměnily, došlo za posledních 65 let k výraznému posunu směrem k listnatým listnáčům s vyšší tolerancí k suchu a analýza 100 000 nenarušených lokalit provedená družicí Landsat ukázala, že plochy s nízkým zastoupením stromů se v reakci na oteplování zazelenaly, ale s rostoucím podílem stávajících stromů se dominantní reakcí stala mortalita stromů (hnědnutí). Studie sedmi druhů stromů, které jsou dominantní ve východokanadských lesích, z roku 2018 zjistila, že zatímco samotné oteplení o 2 °C zvýší jejich růst v průměru asi o 13 %, dostupnost vody je mnohem důležitější než teplota a další oteplení až o 4 °C by vedlo k výraznému poklesu, pokud by nebylo doprovázeno zvýšením srážek.
Studie z roku 2021 potvrdila, že boreální lesy jsou změnou klimatu ovlivněny mnohem silněji než ostatní typy lesů v Kanadě, a předpokládala, že většina východokanadských boreálních lesů dosáhne bodu zvratu kolem roku 2080 podle scénáře RCP 8.5, který představuje největší potenciální nárůst antropogenních emisí. Další studie z roku 2021 předpokládala, že podle „umírněného“ scénáře SSP2–4.5 scénáře by boreální lesy do konce století zaznamenaly celosvětový nárůst biomasy o 15 %, což by však bylo více než kompenzováno 41% poklesem biomasy v tropech. V roce 2022 výsledky pětiletého experimentu s oteplováním v Severní Americe ukázaly, že nejhůře se v reakci na oteplení dokonce o 1,5 °C nebo 3,1 °C a s tím spojené snížení srážek daří mladým druhům stromů, které v současnosti dominují jižním okrajům boreálních lesů. Druhy mírného pásma, kterým by takové podmínky prospěly, se sice v jižních boreálních lesích také vyskytují, ale jsou vzácné a mají pomalejší růst.

### Rašeliniště Cuvette Centrale
V roce 2017 bylo zjištěno, že 40 % mokřadů Cuvette Centrale je pokryto hustou vrstvou rašeliny, která obsahuje přibližně 30 petagramů (miliard tun) uhlíku. To představuje 28 % veškerého tropického rašelinného uhlíku, což odpovídá uhlíku obsaženému ve všech lesích Konžské pánve. Jinými slovy, ačkoli tato rašeliniště pokrývají pouze 4 % rozlohy Konžské pánve, obsah uhlíku v nich se rovná obsahu uhlíku ve všech stromech na zbývajících 96 % území pánce. Bylo pak odhadnuto, že kdyby všechna tato rašelina shořela, atmosféra by absorbovala ekvivalent 20 let současných emisí oxidu uhličitého ve Spojených státech nebo tři roky všech antropogenních emisí CO2.
Tato hrozba podnítila v březnu 2018 podepsání Brazzavillské deklarace: dohody mezi Demokratickou republikou Kongo, Konžskou republikou a Indonésií (zemí s delšími zkušenostmi s obhospodařováním vlastních tropických rašelinišť), jejímž cílem je podpořit lepší hospodaření a ochranu této oblasti. Výzkum z roku 2022 provedený stejným týmem, který toto rašeliniště původně objevil, však nejenže revidoval jeho rozlohu (z původního odhadu 145 500 km2 na 167 600 km2 ) a hloubku (z 2 m na 1,7 m), ale také konstatoval, že pouze 8 % tohoto rašelinného uhlíku je v současnosti pokryto stávajícími chráněnými oblastmi. Pro srovnání: 26 % rašeliny se nachází v oblastech otevřených pro těžbu dřeva, těžbu nebo plantáže palmového oleje a téměř celá tato oblast je otevřená pro průzkum fosilních paliv.
I bez lokálního narušení těmito činnostmi je tato oblast nejzranitelnější zásobárnou tropického rašelinného uhlíku na světě, protože její klima je již mnohem sušší než klima ostatních tropických rašelinišť v jihovýchodní Asii a Amazonském pralese. Studie z roku 2022 naznačuje, že geologicky nedávné podmínky v období před 7 500 lety a před 2 000 lety již byly dostatečně suché na to, aby došlo k výraznému uvolnění rašeliny z této oblasti, a že tyto podmínky se budou v blízké budoucnosti při pokračující změně klimatu pravděpodobně opakovat. V takovém případě by Cuvette Centrale působila jako jeden z bodů zvratu v klimatickém systému v nějaké zatím neznámé době.

### Rovníková stratokumulární oblačnost
V roce 2019 vznikla studie, která použila model simulace velkých vírů a odhadla, že rovníkové stratokumulární mraky by se mohly rozpadnout a rozptýlit, pokud hladina CO2 vzroste nad 1 200 ppm (téměř třikrát více než v současnosti a více než čtyřikrát více než v předindustriálním období). Studie odhaduje, že by to způsobilo globální oteplení povrchu o přibližně 8 °C a v subtropech o 10 °C, což by bylo navíc k nejméně 4 °C, které jsou již nyní způsobeny takovou koncentrací CO2. Kromě toho by se stratokumulární oblačnost reformovala až po poklesu koncentrace CO2 na mnohem nižší úroveň. Bylo naznačeno, že toto zjištění by mohlo pomoci vysvětlit minulé epizody neobvykle rychlého oteplení, jako bylo například paleocénně-ještědské tepelné maximum. V roce 2020 další práce stejných autorů odhalila, že v jejich simulaci velkých vírů nelze tento bod zvratu zastavit pomocí solárního geoinženýrství: V hypotetickém scénáři, kdy velmi vysoké emise CO2 pokračují po dlouhou dobu, ale jsou kompenzovány rozsáhlým solárním geoinženýrstvím, se rozpad stratokumulární oblačnosti jednoduše oddálí, dokud koncentrace CO2 nedosáhne 1 700 ppm, a v tomto okamžiku by stále způsobila přibližně 5 °C nevyhnutelné oteplení.
Protože však modely simulace velkých vírů jsou omezenější a mají menší měřítko než modely všeobecné cirkulace používané pro klimatické prognózy, s omezeným zastoupením atmosférických procesů, jako je například sedimentace, je toto zjištění v současné době považováno za spekulativní. Jiní vědci tvrdí, že model použitý v této studii nerealisticky extrapoluje chování malých oblačných oblastí na všechny oblačné vrstvy a že není schopen simulovat nic jiného než rychlý přechod, přičemž někteří jej přirovnávají ke „knoflíku se dvěma polohami“. Kromě toho by koncentrace CO2 dosáhla 1 200 ppm pouze v případě, že by se svět řídil reprezentativní koncentrační cestou 8.5, která představuje nejvyšší možný scénář emisí skleníkových plynů a zahrnuje masivní rozšíření uhelné infrastruktury. V takovém případě by 1 200 ppm bylo překročeno krátce po roce 2100.

### Dříve uvažované body zlomu
Možnost, že El Niño – Jižní oscilace (ENSO) je zlomovým prvkem, přitahovala pozornost již v minulosti. Obvykle silné větry vanou západně přes jižní Tichý oceán od Jižní Ameriky až po Austrálii. Každé dva až sedm let větry zeslábnou v důsledku změn tlaku a vzduch a voda ve centru Tichého oceánu se ohřeje, což způsobí změny ve vzorcích pohybu větrů po celém světě. Tento jev se označuje jako El Niño a obvykle vede k suchu v Indii, Indonésii a Brazílii a ke zvýšeným záplavám v Peru. V letech 2015/2016 to způsobilo nedostatek potravin, který postihl více než 60 milionů lidí. Sucha vyvolaná El Niňo mohou zvýšit pravděpodobnost lesních požárů v Amazonii. Hranice pro zvrat byla v roce 2016 odhadnuta na 3,5 °C až 7 °C globálního oteplení. Po zvratu by se systém nacházel v trvalejším stavu El Niňo, nikoli osciloval mezi různými stavy. K tomu již v minulosti na Zemi došlo, v pliocénu, ale uspořádání oceánu se výrazně lišilo od současného. Zatím neexistují žádné jednoznačné důkazy, které by naznačovaly změny v chování ENSO, a Šestá hodnotící zpráva IPCC dospěla k závěru, že je „prakticky jisté, že ENSO zůstane dominantním způsobem meziroční proměnlivosti v teplejším světě.“ V důsledku toho jej hodnocení z roku 2022 již nezahrnuje do seznamu pravděpodobných zlomových prvků[.
Další součástí klimatického systému, která byla v dřívějších výzkumech považována za podezřelou z nevratného kolapsu, je indický letní monzun, novější výzkumy však ukázaly, že oteplování má tendenci indický monzun posilovat a předpokládá se, že posilovat bude i v budoucnu.
Kdysi se mělo za to, že ložiska metan hydrátu v Arktidě jsou náchylná k rychlé disociaci, která by měla velký dopad na globální teploty, v dramatickém scénáři známém jako hypotéza klatrátové zbraně. Pozdější výzkumy zjistily, že reakce metan hydrátů na oteplení trvá tisíciletí, zatímco emise metanu z mořského dna se zřídkakdy přenesou z vodního sloupce do atmosféry. Šestá hodnotící zpráva IPCC uvádí: „Je velmi nepravděpodobné, že plynné klatráty (převážně metan) v hlubším pozemském permafrostu a podmořské klatráty povedou během tohoto století k detekovatelné odchylce od trajektorie emisí“.

## Matematická teorie
Chování bodu zvratu v klimatu lze popsat matematicky. Byly identifikovány tři typy zlomových bodů – bifurkační, vyvolané šumem a závislé na rychlosti.

### Bifurkační body zlomu
Ke zlomu vyvolanému bifurkací dochází, když určitý parametr klimatu (například změna podmínek prostředí nebo forcingu) překročí kritickou úroveň – v tomto okamžiku dochází k bifurkaci – a to, co bylo stabilním stavem, ztrácí stabilitu nebo jednoduše zaniká. Příkladem zlomového prvku, který může vykazovat zlom vyvolaný bifurkací, je atlantická meridionální cirkulace (AMOC). Pomalé změny bifurkačních parametrů v tomto systému – slanosti a teploty vody – mohou cirkulaci posunout ke kolapsu.
Mnoho typů bifurkací vykazuje hysterezi, což je závislost stavu systému na jeho historii. Například v závislosti na tom, jak bylo v minulosti teplo, může být na pólech při stejné koncentraci skleníkových plynů nebo teplotě různé množství ledu.

#### Signály včasného varování
U bodů zvratu, které vznikají v důsledku bifurkace, může být možné zjistit, zda se systém blíží k bodu zvratu, protože se při přiblížení k prahu zvratu stává méně odolným vůči perturbacím. Tyto systémy vykazují kritické zpomalení s nárůstem paměti (rostoucí autokorelace) a rozptylu. V závislosti na povaze překlopení stavu systému mohou existovat i jiné typy signálů včasného varování (EWS): Náhlá změna není signálem včasného varování pro body překlopení, protože k náhlé změně může dojít i tehdy, pokud jsou změny řídicího parametru vratné.
Tyto signály včasného varování jsou často vyvíjeny a testovány na základě časových řad z paleo záznamů, jako jsou sedimenty, ledovcové příkrovy a letokruhy stromů, kde lze pozorovat příklady překlápění v minulosti. Ne vždy je možné říci, zda je zvýšená variance a autokorelace předzvěstí překlápění, nebo je způsobena vnitřní variabilitou, například v případě kolapsu AMOC. Omezení kvality paleodat dále komplikují výzkum signálů včasného varování, které byly vyvinuty mimo jiné pro detekci překlápění v důsledku sucha v lesích v Kalifornii a tání ledovce Pine Island v západní Antarktidě. Pomocí signálů včasného varování (zvýšená autokorelace a rozptyl časové řady rychlosti tání) bylo naznačeno, že grónský ledový příkrov v současné době ztrácí odolnost, což odpovídá modelovaným signálům včasného varování ledového příkrovu.
Změny v klimatickém systému způsobené člověkem mohou být příliš rychlé na to, aby se signály včasného varování projevily, zejména v systémech se setrvačností.

### Body zlomu vyvolané šumem
Šumem indukovaný zlomí je přechod z jednoho stavu do druhého v důsledku náhodných fluktuací nebo vnitřní proměnlivosti systému. Přechody vyvolané šumem nevykazují žádné signály včasného varování, které se vyskytují u bifurkací. To znamená, že jsou nepředvídatelné, protože se nemění základní potenciál. Protože jsou nepředvídatelné, jsou takové výskyty často popisovány jako událost „jednou za x let“. Příkladem jsou Dansgaard-Oeschgerovy události během poslední doby ledové, kdy se během 500 let vyskytlo 25 náhlých klimatických výkyvů.

### Body zlomu vyvolané rychlostí

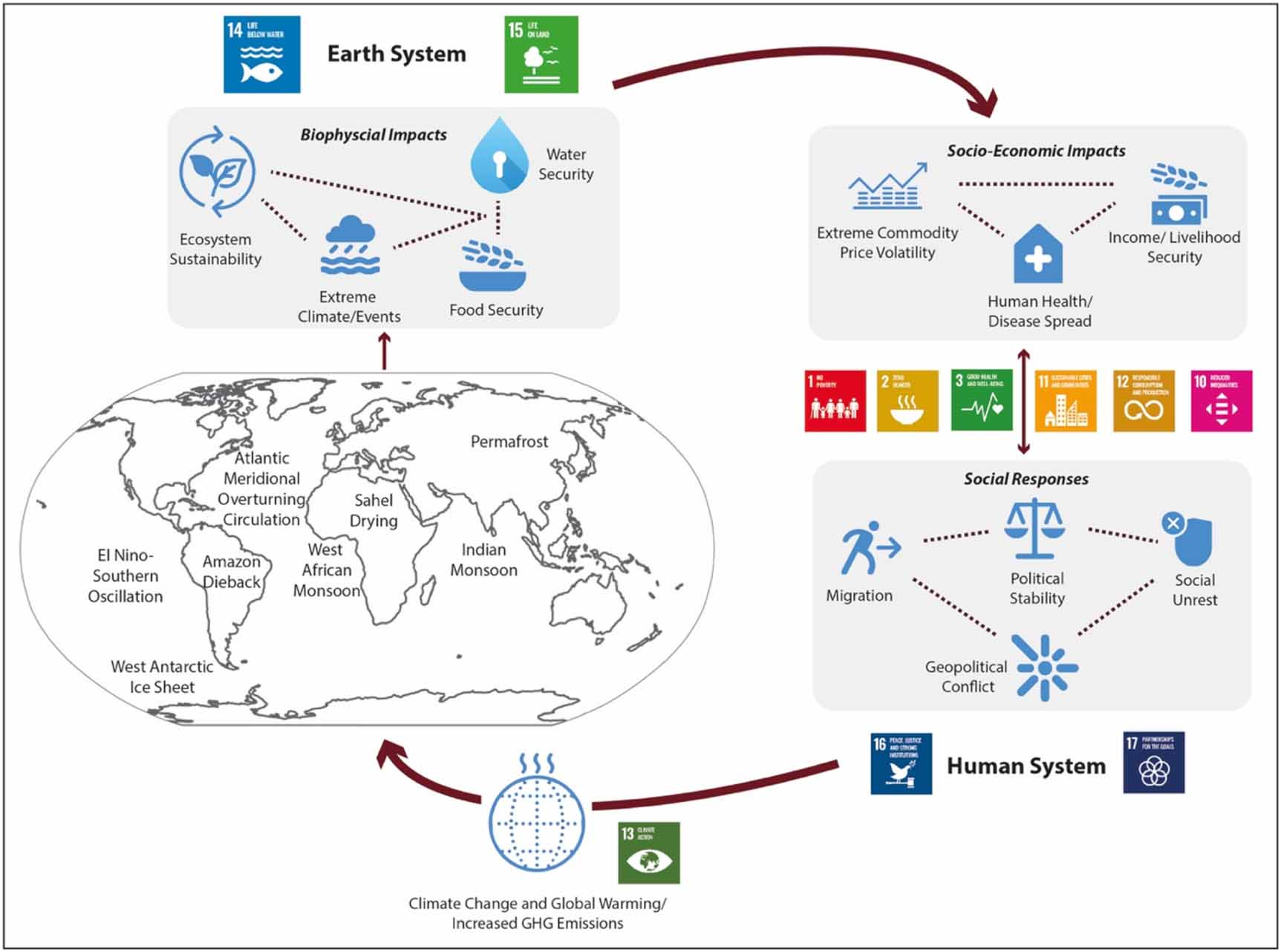
Schéma některých možných interakcí a kaskádových efektů mezi klimatickým systémem Země a sociálním systémem lidstva

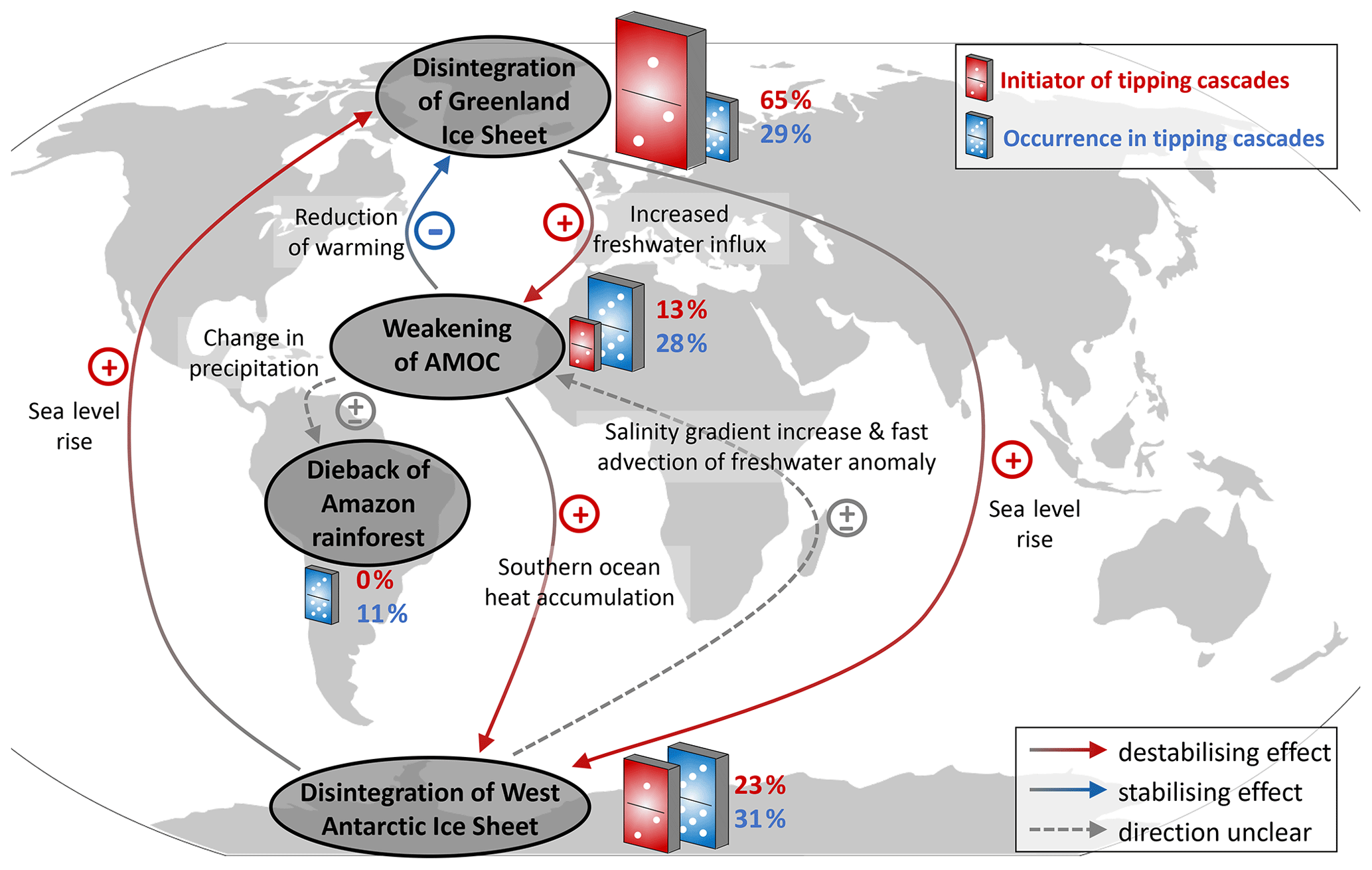
Navrhovaná kaskáda bodů zlomu se čtyřmi body zlomu.

Body zlomu vyvolané rychlostí nastanou, pokud je změna prostředí rychlejší než síla, která obnovuje systém do stabilního stavu. Například v rašeliništích může po letech relativní stability vést k bodu zlomu vyvolanému rychlostí a tím k „explozivnímu uvolnění půdního uhlíku z rašelinišť do atmosféry“ – někdy známé jako „nestabilita kompostové bomby“.  U AMOC se může rovněž projevit rychlostí vyvolané překlápění: pokud se rychlost tání ledu zvýší příliš rychle, může se zhroutit, a to ještě předtím, než tání ledu dosáhne kritické hodnoty, kdy by systém prošel bifurkací.

## Kaskádové body zlomu
Překročení prahové hodnoty v jedné části klimatického systému může vyvolat přechod jiného zlomového prvku do nového stavu. Takové sekvence prahových hodnot se nazývají kaskádové body zvratu, což je příklad dominového efektu. Úbytek ledu v západní Antarktidě a Grónsku výrazně změní oceánskou cirkulaci. Trvalé oteplování severních vysokých zeměpisných šířek v důsledku tohoto procesu by mohlo aktivovat zlomové prvky v této oblasti, jako je degradace permafrostu a odumírání boreálních lesů. Tání permafrostu představuje multiplikátor hrozby, protože se v něm nachází zhruba dvakrát více uhlíku, než kolik ho v současnosti cirkuluje v atmosféře. Úbytek ledu v Grónsku pravděpodobně destabilizuje západoantarktický ledový příkrov prostřednictvím zvýšení hladiny moře a naopak, zejména pokud by Grónsko roztálo jako první, protože západní Antarktida je obzvláště zranitelná při kontaktu s teplou mořskou vodou.
Studie z roku 2021 se třemi miliony počítačových simulací klimatického modelu ukázala, že téměř třetina těchto simulací vedla k dominovým efektům, a to i tehdy, když byl nárůst teploty omezen na 2 °C, což je horní hranice stanovená Pařížskou dohodou v roce 2015. Autoři studie uvedli, že věda o bodech zvratu je natolik složitá, že existuje velká nejistota ohledně jejich možného vývoje, nicméně tvrdí, že možnost kaskádových bodů zvratu představuje „existenční hrozbu pro civilizaci“. Analýza síťového modelu naznačila, že dočasné překročení cílů klimatické změny – dočasné zvýšení globální teploty nad rámec cílů Pařížské dohody, jak se často předpokládá – může podstatně zvýšit rizika klimatických kaskádových zvratů („až o 72 % ve srovnání se scénáři bez překročení cílů“).

## Vliv
Bod zvratu může mít velmi závažné dopady a může zhoršit současné nebezpečné dopady změny klimatu nebo vyvolat nové dopady. Některé potenciální body zvratu by nastaly náhle, například narušení indického monzunu, což by mělo vážné dopady na potravinovou bezpečnost stovek milionů lidí. Jiné dopady by se pravděpodobně projevily v delším časovém horizontu, například tání ledovců. Zvýšení mořské hladiny o 10 metrů v důsledku tání Grónska a západní Antarktidy by si vyžádalo přesun mnoha měst do vnitrozemí. Kolaps atlantické cirkulace (AMOC) by radikálně změnil Evropu a vedl by ke zvýšení hladiny moře v severním Atlantiku o přibližně 1 metr. Tyto dopady by mohly nastat současně v případě kaskádových bodů zvratu. Přehled náhlých změn za posledních 30 000 let ukázal, že body zvratu mohou vést k velkému souboru kaskádových dopadů v klimatických, ekologických a sociálních systémech. Například náhlé ukončení afrického vlhkého období vedlo ke kaskádám a dezertifikace a změny režimu vedly k ústupu pasteveckých společností v severní Africe a změně dynastie v Egyptě.

## Nekontrolovatelný skleníkový jev
Nekontrolovatelný skleníkový efekt je tak extrémní bod zvratu, že se vypaří oceány a vodní pára unikne do vesmíru, což je nevratný klimatický stav, který se stal na Venuši. Nekontrolovatelný skleníkový jev prakticky nemá šanci být způsoben lidmi. Podmínky podobné Venuši na Zemi vyžadují velké dlouhodobé působení, které pravděpodobně nenastane, dokud Slunce nezvýší intenzitu záření o několik desítek procent, což bude trvat několik miliard let.

## Kritika
Označení jako „bodu zvratu“ je v některých případech kritizováno jako nejasně definované a mající přílišný katastrofický tón.